# Eristena gregaria
Eristena gregaria là một loài bướm đêm trong họ Crambidae.